# جون بينيت (منافس ألعاب قوى)
جون بينيت (بالإنجليزية: John Bennett)‏ هو منافس ألعاب قوى أمريكي، ولد في 14 نوفمبر 1930 في غراند فوركس في الولايات المتحدة.

## وصلات خارجية
- جون بينيت على موقع الاتحاد الدولي لألعاب القوى (الإنجليزية)
- جون بينيت على موقع اللجنة الأولمبية الدولية (الإنجليزية)
- جون بينيت على موقع أوليمبيديا (الإنجليزية)